# Theotokion

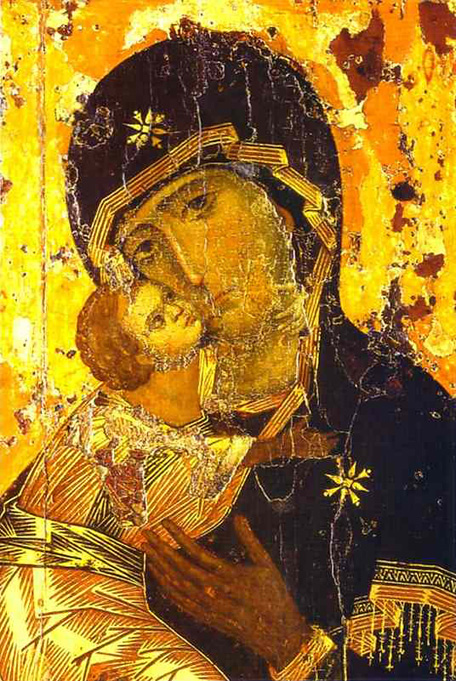
Vladimirskaya

Un Theotokion (en griego: Θεοτοκίον; pl. en griego: Θεοτοκία, romanizado: Theotokia) es un  himno a María la Theotokos (en griego: Θεοτόκος, lit. 'Portadora de Dios'), que se lee o se canta (tropario o sticheron) durante las horas canónicas y la Divina Liturgia de las iglesias  Iglesias ortodoxas y Iglesias católicas orientales, así como en las alabanzas de las Iglesias ortodoxas orientales.
Tras la condena del nestorianismo en el Concilio de Éfeso en 431, el uso de la theotokia durante el transcurso de los Servicios Divinos aumentó gradualmente.[cita requerida] La inclusión de Theotokia en cada servicio se acredita a veces al  Patriarca de Antioquía (471 - 488), no calcedoniano y ardiente opositor del nestorianismo.
Las theotokia forman casi parte de todos los servicios de la Iglesia Ortodoxa, pero hay formas más específicas entre ellas. Las theotokia suelen aparecer al final de una serie de troparia o stichera, normalmente después del versículo: "(Gloria al Padre, al Hijo y al Espíritu Santo), ahora y siempre, y por los siglos de los siglos. Amén".
Un Stavrotheotokion es un himno a la Theotokos que hace referencia a la Crucifixión de Jesús. La correlación entre la Theotokos y la Cruz es natural debido a que la Virgen María permaneció junto a la Cruz durante toda la Pasión. Los Stavrotheotokia suelen celebrarse los miércoles y los viernes, días dedicados a la conmemoración de la Cruz.
El theotokion que se produce al final de "Señor, he llorado" en Vísperas los sábados se llama Dogmaticon,  porque su texto trata del misterio de la Encarnación de Cristo. La pequeña entrada durante las Vísperas es acompañada por el Dogmaticon como troparion procesional. El Dogmaticon se canta a menudo de manera solemne y mientras el coro lo canta, el Diácono o el Sacerdote  incensará el  icono de la Theotokos en el Iconostasio. También se hace una Pequeña Entrada durante la Divina Liturgia mientras el coro canta el theotokion que finaliza las Bienaventuranzas.
Teotokios de todo tipo se encuentran en el Horologion, Octoechos, Triodion, Pentecostarion y otros libros litúrgicos.
La devoción más larga y popular en torno a la Theotokia es el Acatisto a la Theotokos. Se canta solemnemente el quinto sábado de la Gran Cuaresma, y muchas otras veces durante el año como devoción pública y privada.